# Alphonse IV (roi de Portugal)
Pour les articles homonymes, voir Alphonse IV.
Alphonse IV, surnommé le Brave pour la bravoure dont il fait preuve sur les champs de bataille, né le 8 février 1291 à Lisbonne et mort le 28 mai 1357 dans la même ville, est le septième roi de Portugal, de 1325 à 1357.

## Jeunesse

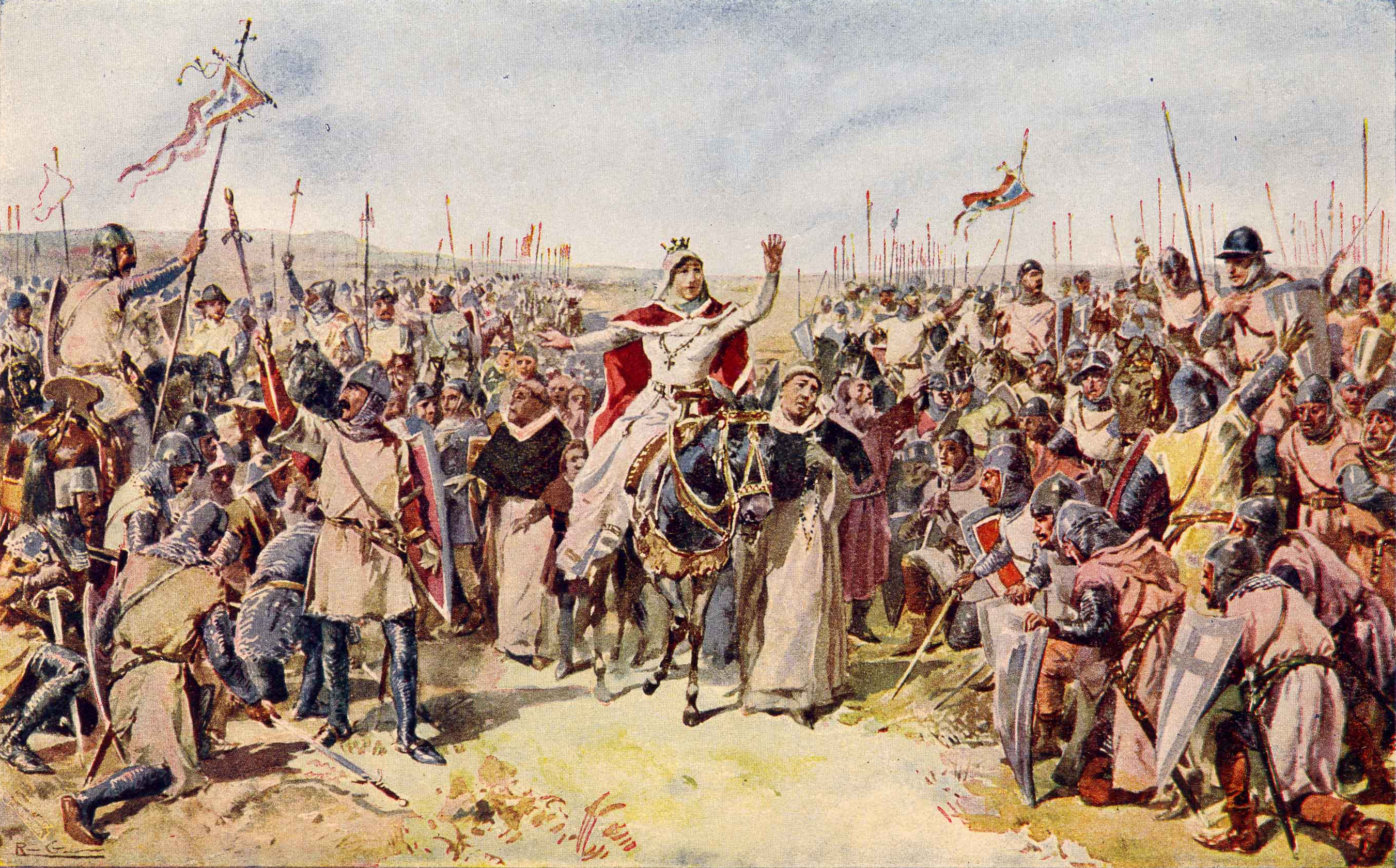
La reine Élisabeth de Portugal empêchant la bataille à Alvalade, par Alfredo Roque Gameiro.

Alphonse IV est fils du roi Denis Ier (1261-1325) et d'Élisabeth d'Aragon dite sainte Élisabeth (1271-1336). Bien qu'il soit l'unique fils légitime de son père, Alphonse n'est pas, selon certaines sources, le favori du roi Denis Ier qui préfère la compagnie d'Alphonse Sanche, un de ses fils illégitimes. Cette préférence provoque une rivalité entre les deux frères ce qui donne lieu à une lutte armée. En 1323, une bataille rangée est planifiée à Alvalade entre les troupes du roi Denis Ier et celles de l'infant Alphonse de Portugal. Le combat entre père et fils est finalement empêché grâce à l'intervention de la reine Élisabeth,,.

## Règne

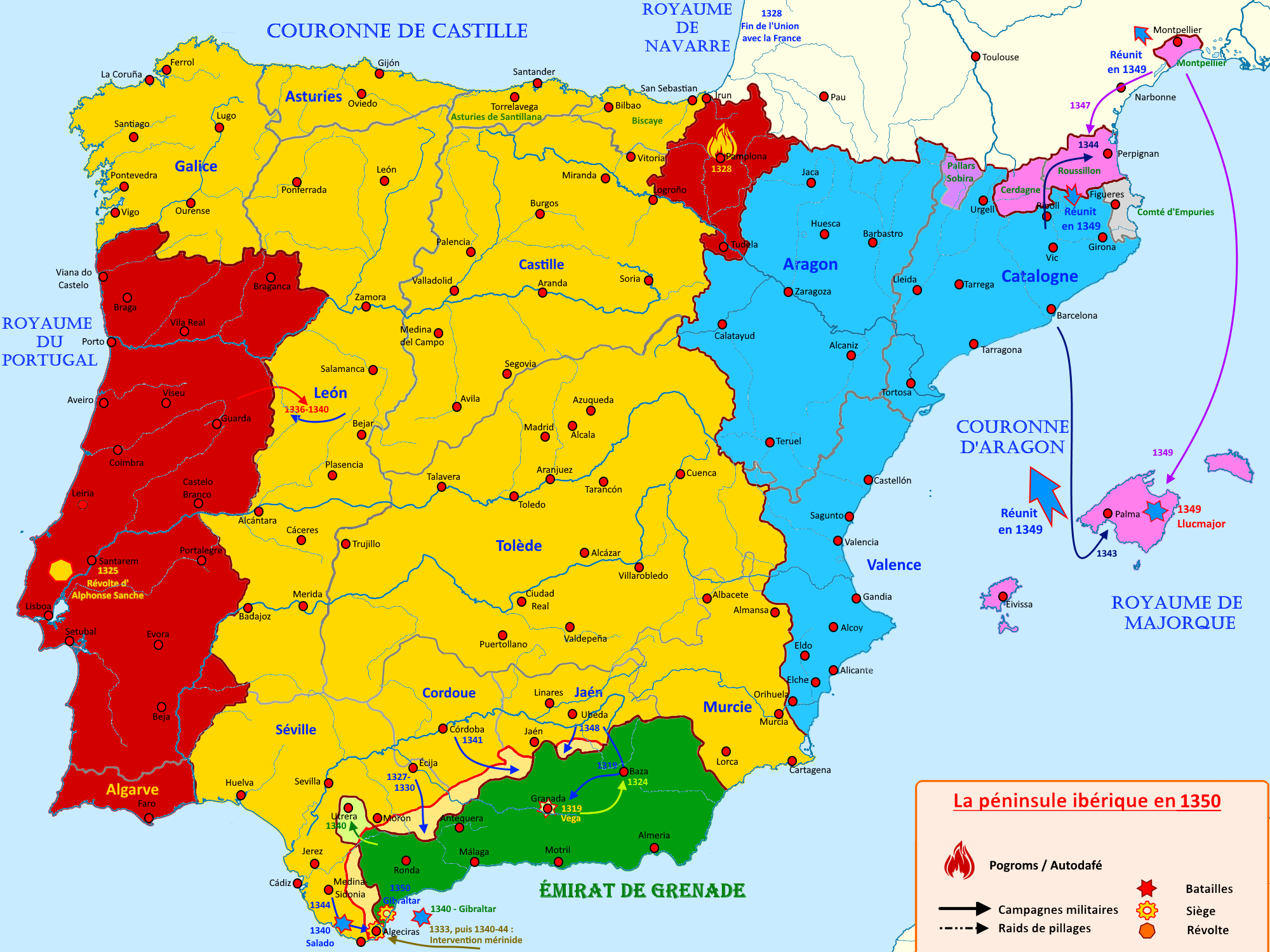
Le royaume du Portugal de 1314 à 1350

En 1325, Alphonse devient roi et, comme première décision, exile Alphonse Sanche en Castille, lui retirant toutes les terres, titres et vassaux reçus de leur père. L'exilé n'accepte pas et, depuis l'autre côté de la frontière, orchestre une série de manœuvres politiques et militaires dans le but de devenir lui-même roi. Après diverses tentatives de réconciliation, les frères signent un traité de paix sous les auspices de la reine sainte Élisabeth d'Aragon.

### Politique extérieure
Sa fille aînée, la princesse Marie, épouse Alphonse XI de Castille en 1328 mais le mariage est malheureux, le roi de Castille traitant mal sa femme en public. Alphonse IV, en représailles, attaque le territoire de la Castille mais son armée est défaite à Villanueva de Barcarrota en 1336. La paix vient trois ans plus tard et, avec l'intervention de Marie de Portugal, un traité est signé à Séville en 1339 .
En octobre 1340, des troupes portugaises, avec celles du Royaume de Castille, participent victorieusement à la bataille du Río Salado contre les Maures ,. 

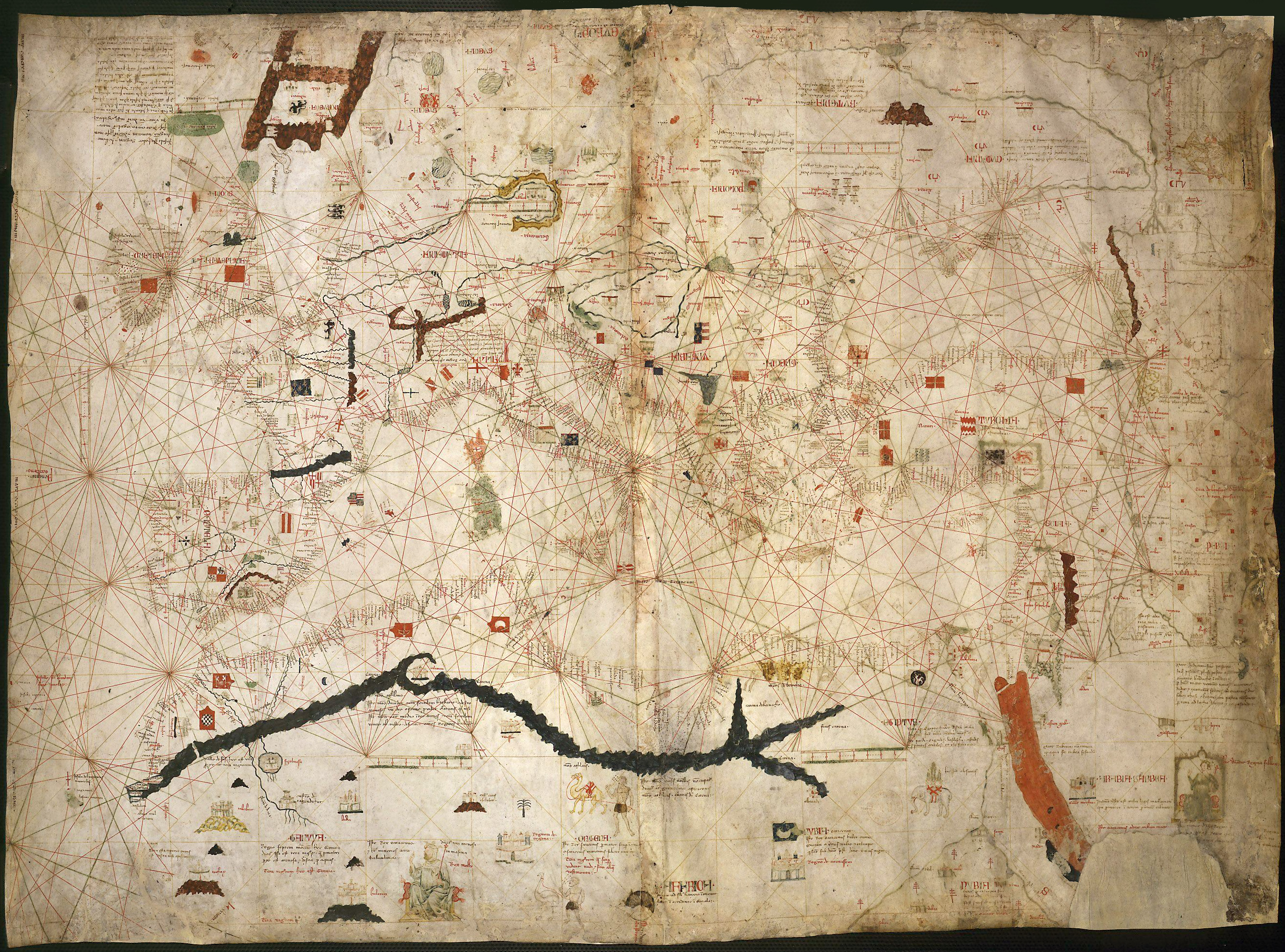
Portulan d'Angelino Dulcert (1339) montrant l'île de Lanzarote

Le navigateur Lancelot Maloisel se rend au Portugal pour entreprendre, entre 1325 et 1339, une expédition qui atteint une île, appelée par les indigènes « Titeroygatra », qui prend ensuite le nom de Lanzarote. Sur cette île, il érige un fort dont les ruines se trouvent probablement à proximité du volcan Guanapay.
En 1341, Niccolò de Recco navigue également jusqu'aux Îles Canaries, pour le compte d'Alphonse IV de Portugal.
Le 12 février 1345, le roi Alphonse IV envoie une lettre de protestation diplomatique au Pape Clément VI qui, malgré les revendications portugaises, attribue la possession de ces îles au Royaume de Castille.

### Politique intérieure
Alphonse IV poursuit les réformes de ses prédécesseurs avec le recensement des titres de propriété de l'Église ainsi qu'une politique de centralisation du pouvoir avec la création de « juges extérieurs » (juízes de fora), entre 1327 et 1340 . Ces magistrats sont nommés par le roi, au lieu des juges précédemment élus par les membres des conseils municipaux .
En 1348, la Peste noire ampute de 50 % la population du pays. 
La dernière partie du règne d'Alphonse IV est marquée par des intrigues. La guerre civile entre le roi Pierre Ier de Castille et son demi-frère Henri de Trastamare provoque l'exil de beaucoup de nobles vers le Portugal. Ces émigrants créent une faction à la cour de Portugal, recherchant des privilèges et un pouvoir qui peuvent compenser ce qu'ils ont perdu chez eux. Cette faction augmente son pouvoir, surtout lorsqu'Inés Castro, fille d'un important membre de la noblesse et dame d'honneur de la princesse Constance de Castille, devient la maîtresse de l'infant Pierre de Portugal. 

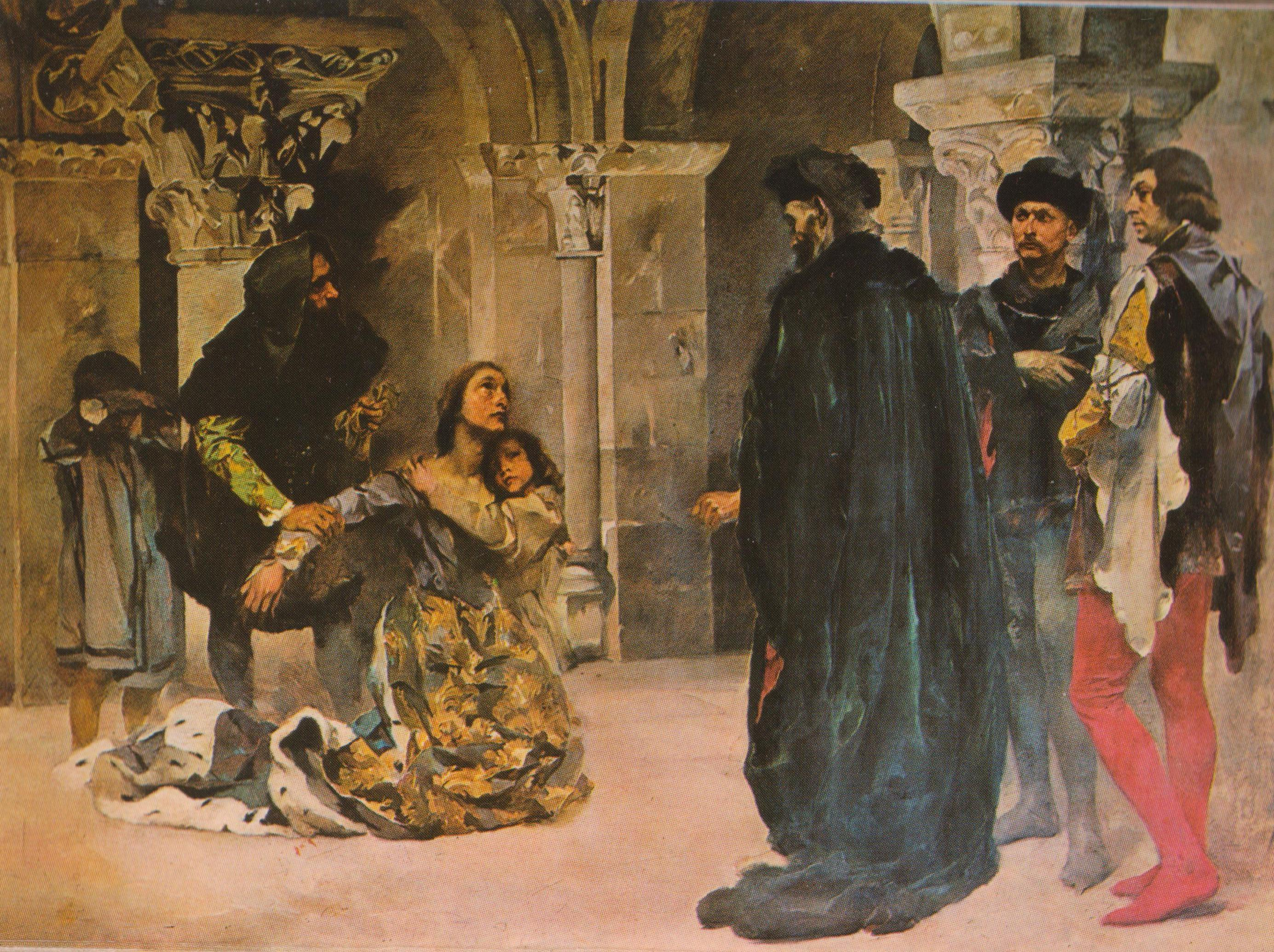
Exécution d'Inés de Castro, par Columbano Bordalo Pinheiro.

Malgré l'opposition d'Alphonse IV, Pierre affiche ouvertement son amour pour Inés de Castro, reconnaissant ses enfants et favorisant les Castillans qui l'entourent. De plus, après le décès de sa femme, le prince héritier ne veut pas épouser une autre que sa maîtresse. La légende veut que le roi fasse assassiner cette dernière. En réponse à ce crime, le prince Pierre se met à la tête d'une armée qui dévaste le nord du pays entre le Douro et le Minho avant de se réconcilier avec son père au début de l'année 1357.
À sa mort, le 28 mai 1357, Alphonse IV est enterré dans le panthéon royal de la Cathédrale Sainte-Marie-Majeure de Lisbonne, qu'il a fait construire. Son tombeau est endommagé lors du Tremblement de terre de Lisbonne de 1755.

## Union et postérité
Il épouse le 12 Septembre 1309 , Béatrice de Castille (1293-1359), fille légitime de Sanche IV (1258-1295), roi de Castille et de León (1284-1295), et de Marie de Molina (apr. 1260-1321) ,. Le couple a quatre fils et trois filles dont ,,:
- Marie de Portugal (1313-1357), épouse en 1328 Alphonse XI (1311-1350), roi de Castille et León (1312-1350) ;
- Alphonse de Portugal (né et mort en 1315) ;
- Denis de Portugal (né le 12 janvier 1317- mort en 1318) ;
- Pierre Ier de Portugal (1320-1367), roi de Portugal (1357-1367) ;
- Isabelle de Portugal (née le 21 décembre 1324- morte le 11 juillet 1326) ;
- Jean de Portugal (né le 23 septembre 1326- mort le 21 juin 1327) ;
- Éléonore de Portugal (1328-1348), épouse en 1347 Pierre IV (1319-1387), roi d'Aragon (1336-1387), sans postérité de cette union.

Contrairement à ses prédécesseurs, le roi Alphonse IV n'a pas eu d'enfants hors mariage ,, bien qu'il existe des auteurs qui signalent, sans preuve documentaire, une prétendue fille illégitime :
- Marie de Portugal (dates non connues), mariée à une date inconnue avec Ferdinand de Valence (1316-1384), seigneur de Valencia de Campos, dont postérité masculine.

## Titre complet
Par la grâce de Dieu, Roi de Portugal et de l'Algarve

## AlphonseIVdans la culture populaire
Alphonse IV est l'un des personnages du film La reine morte, réalisé en 1944 par José Leitão de Barros.

### Sources
- Charles Volkmann, Généalogie des rois et des princes, édité par Jean-Paul Gisserot, 1998